# Josh Thompson (Biathlet)
Joshua Casey „Josh“ Thompson (* 18. Februar 1962 in Lawrence, Kansas) ist ein früherer US-amerikanischer Biathlet.
Josh Thompson nahm an drei Olympischen Winterspielen teil. Bei den Spielen 1984 in Sarajevo trat er im Sprint an und wurde 40. sowie mit Bill Carow, Donald Nielsen Jr. und Lyle Nelson in der Staffel, mit der er als Schlussläufer Elfter wurde. Vier Jahre später war der US-Amerikaner in Calgary in allen drei möglichen Rennen im Einsatz. Im Sprint erreichte Thompson den 27. Platz, im Einzel wurde er 25. und mit Nelson, Curt Schreiner und Darin Binning in der Staffel, wo er erneut als Schlussläufer eingesetzt wurde, Neunter. 1992 konnte er in Albertville nochmals alle drei Rennen bestreiten. Im Sprint lief Thompson auf den 32. Platz, im Einzel wurde er 16. und mit Jon Engen, Duncan Douglas und Schreiner 13. in der Staffel. Seinen größten internationalen Erfolg erreichte Thompson bei den Biathlon-Weltmeisterschaften 1987 im heimischen Lake Placid. Hinter dem Dreifachweltmeister Frank-Peter Roetsch und vor dem Tschechoslowaken Jan Matouš belegte er den Silberrang. Es war zugleich das beste Ergebnis eines US-Amerikaners im Biathlon, bis Lowell Bailey 2017 als erster US-Biathlet einen WM-Titel gewinnen konnte. Thompson ist Mitglied der Hall of Fame des US-Biathlon.